# جون هارتسون
جون هارتسون (John Hartson) (مواليد 5 أبريل 1975)، هو لاعب كرة قدم كان يلعب كمهاجم. يلعب مع منتخب ويلز لكرة القدم منذ عام 1995.

## مسيرته الكروية
لعب جون هارتسون خلال مسيرته الاحترافية مع 9 أندية في عشرون موسمًا وسجل خلالها 169 هدف ضمن 399 مباراة. حيث فاز في موسمين بالكأس وفي ثلاثة مواسم بالدوري.
خاض جون هارتسون مسيرته مع نادي ماكليسفيلد تاون في موسم 1992–93 لمدة موسم واحد، لم يشارك في أي مباراة ولم يسجل أي هدف. ثم انتقل إلى نادي لوتون تاون في موسم 1993–94 ولمدة موسمين، حيث شارك في 54 مباراة سجل خلالها 11 هدفًا. لينتقل بعدها إلى نادي أرسنال في موسم 1994–95 واستمر معه طيلة ثلاثة مواسم، مشاركًا في 53 مباراة سجل خلالها 14 هدفًا. ثم انتقل إلى نادي وست هام يونايتد في موسم 1996–97 واستمر معه طيلة ثلاثة مواسم، مشاركًا في 60 مباراة سجل خلالها 24 هدفًا. هذا وانتقل لاحقًا إلى نادي ويمبلدون في موسم 1998–99 واستمر معه طيلة ثلاثة مواسم، مشاركًا في 49 مباراة سجل خلالها 20 هدف. ثم انتقل بعدها إلى نادي كوفنتري سيتي في موسم 2000–01 لمدة موسم واحد، مشاركًا في 12 مباراة سجل خلالها 6 أهداف. ليعود وينتقل من جديد، لكن هذه المرة إلى نادي سلتيك في موسم 2001–02 ليلعب معه خمسة مواسم، مشاركًا في 146 مباراة سجل خلالها 89 هدفًا. لينتقل بعدها إلى نادي وست بروميتش ألبيون في موسم 2006–07 لمدة موسم واحد، مشاركًا في 21 مباراة سجل خلالها 5 أهداف. ثم لعب في نادي نورويتش سيتي في موسم 2007–08 لمدة موسم واحد، مشاركًا في 4 مباريات ولم يسجل أي هدف.

## وصلات خارجية
- جون هارتسون على موقع الاتحاد الدولي (مؤرشف)  (الإنجليزية)
- جون هارتسون على موقع الاتحاد الأوربي (الإنجليزية)
- جون هارتسون على موقع قاعدة بيانات كرة القدم.إي يو (الإنجليزية)
- جون هارتسون على موقع ناشيونال فوتبول تيمز (الإنجليزية)
- جون هارتسون على موقع Soccerbase.com (لاعب) (الإنجليزية)
- جون هارتسون على موقع Soccerway.com (الإنجليزية)
- جون هارتسون على موقع عالم كرة القدم.نت (الإنجليزية)